# Hochstubaihütte
Hochstubaihütte – wysokogórskie schronisko w Stubaier Alpen, w austriackim Tyrolu, położone na wysokości 3174 m n.p.m. (według innych źródeł 3175 m n.p.m.), trzecie pod względem wysokości położenia w Austrii.